# Marcegaglia (azienda)
Marcegaglia è il marchio commerciale con cui viene indicata la Marcegaglia Holding spa, una holding italiana le cui origini risalgono alla fondazione del 1959, da parte di Steno Marcegaglia. La Holding è attiva nella lavorazione dell'acciaio con diversificazioni nel settore turistico (villaggi) immobiliare ed energetico.

## Struttura
Nel 2015 il gruppo, un tempo tutto incentrato attorno a Marcegaglia Spa, si è riorganizzato. Sopra a tutto c’era la FinMar, che controllava la Marcegaglia Holding spa, Marfin srl  (sub finanziaria del gruppo), Marcegaglia Spa e altre filiari estere. Questo ha reso possibile, tramite puntuali raggruppamenti e varie diversificazione un accorciamento della catena di controllo.
Nel 2021 si è assistito a un’ulteriore semplificazione: la società Finmar srl, controllante della società Marcegaglia Holding spa, è stata incorporata da Marcegaglia Holding spa attraverso un’operazione di fusione inversa. Ora sotto Marcegaglia Holding spa rientrano Marcegaglia Steel spa e Marcegaglia Investments srl.
La parte diversificata è sotto la sub-holding Marcegaglia Investments, mentre il core business è sotto Marcegaglia Steel spa ed è organizzato secondo quattro differenti società operative: Marcegaglia Carbon Steel, dedicata alla lavorazione dei prodotti piani e dei tubi saldati in acciaio al carbonio, Marcegalia Buildtech per ponteggi e barriere stradali, Marcegaglia Specialties specializzata nell'acciaio inox e nei trafilati, Marcegaglia Plates dedicata alla lavorazione delle lamiere da treno. Il gruppo Marcegaglia è presente con una quota globale del 38,449%, nel capitale dell'immobiliare Gabetti Property Solutions e si posiziona tra i primi 20 gruppi in Italia per giro d'affari, nel settore industriale. I familiari di spicco furono Steno Marcegaglia e la moglie Palmira. I dirigenti attuali, dopo la morte del fondatore Steno nel settembre 2013, sono i figli Antonio ed Emma Marcegaglia.
Le attività della famiglia Marcegaglia sono gestite attraverso tre gruppi principali: Marcegaglia SpA, Marcegaglia Energy Srl, Marcegaglia Ireland Ltd. Nel settore dell'acciaio le imprese del gruppo ogni anno lavorano più di è 6,5 milioni di tonnellate di prodotto finito: bramme, billette, blumi, vergelle, fili trafilati, coils, nastri, lamiere, prodotti preverniciati, tubi saldati, lamiere da treno, barre, manici, condensatori ed evaporatori per elettrodomestici, serpentine per refrigerazione, ponteggi, pannelli coibentati, barriere stradali.
Marcegaglia Investments srl è operativo nel settore dei rifiuti con la Euro Energy Group attiva prevalentemente in Puglia, dove possiede 3 inceneritori con recupero di energia elettrica. Nel settore turistico la famiglia Marcegaglia possiede alcune strutture ricettive alberghiere ed immobiliari quali: l'isola di Albarella nella laguna di Venezia; il villaggio di Pugnochiuso sulla costa del Gargano, Castel Monastero nel Senese.

## Storia

### Le origini e lo sviluppo in Italia e nel mondo

Stabilimento di Gazoldo

La storia del Gruppo Marcegaglia ha inizio nel 1959 quando Steno Marcegaglia, poco meno che trentenne, rileva in compagnia di un socio, attraverso la Marcegaglia-Caraffini di Gazoldo degli Ippoliti, un'azienda artigianale per la produzione di tubi da irrigazione e di guide metalliche per tapparelle.
Quattro anni più tardi, a Contino di Volta Mantovana, viene costituita la Ipas, che produce trafilati da tondo e da piatto con una decina di dipendenti. Mentre a Gazoldo degli Ippoliti, dove già lavorano circa 30 addetti alla produzione di profilati aperti, si cominciano a fabbricare i primi tubi da nastro a freddo.
Dal 1963 in poi le attività produttive di queste piccole aziende vengono potenziate e ampliate e nel 1969 viene acquistato un nuovo laminatoio per la fabbricazione di nastro a freddo. Nel 1974 lo stabilimento di Gazoldo degli Ippoliti si dota di altri 250 000 metri quadrati di capannoni e la gamma produttiva si diversifica e si completa con l'aggiunta dei tubi da nastro a caldo. Nel 1978, dopo aver rilevato la Laminatoi Meridionali di Arzano, il Gruppo Marcegaglia dà nuovo impulso alle sue attività industriali attraverso l'acquisizione di aziende produttive in difficoltà, che vengono risanate e rese competitive nei loro diversi settori di appartenenza.
Nel 1982, quando il numero complessivo degli occupati ha già raggiunto le 640 unità, a Casalmaggiore sorge il secondo più importante stabilimento del gruppo, che viene dotato di impianti tecnologicamente all'avanguardia realizzati dalla "Oto Mills" di Boretto. Un'azienda, questa, acquisita in partnership con altri soci nel 1979, che rivestirà un ruolo chiave per l'innovazione tecnica di tutti i suoi insediamenti produttivi. Nel 1983 vengono rilevate tre nuove società: la Lombarda Tubi di Lomagna, la Saom di Boltiere e la Trisider di Tezze e il fatturato complessivo Gruppo raggiunge l'equivalente degli attuali 175 milioni di euro e l'occupazione supera gli 860 dipendenti. Il gruppo di aziende continua ad essere seguito in prima persona da Steno Marcegaglia, coadiuvato dalla moglie Palmira Bazzani, a cui si affiancheranno successivamente i figli Antonio ed Emma.
Nel 1984 un piano di ristrutturazione interna ridisegna la fisionomia al gruppo. Nella neocostituita Marcegaglia Spa vengono incorporate per fusione la ex-Metallurgica Marcegaglia, la ex-Ipas e la ex-Tubi Acciaio. La Lombarda Tubi incorpora la ex-Saom, mentre Trisider e Oto Mills mantengono la loro autonomia societaria nel settore distributivo ed ingegneristico.
Nel 1985 il Gruppo prosegue nello sviluppo acquisendo tre importanti società del gruppo Maraldi: la Maraldi di Ravenna, la Forlisider di Forlimpopoli e la Salpa di Cervignano del Friuli, specializzate nella produzione di tubi per condotte di acqua, gas e metano, e successivamente la Cct di Santo Stefano Ticino e la Profilnastro di Dusino San Michele (allora in amministrazione controllata) operante nel settore della produzione di tubolari da nastro a caldo.
La gestione delle società operative sorte dalla riconversione, il controllo delle partecipazioni del gruppo in società industriali non metallurgiche e la gestione di un notevole portafoglio azionario ed obbligazionario, impongono nel 1987 la costituzione di una nuova società, la Fingem Spa, che diviene uno dei maggiori operatori finanziari sui mercati nazionali ed europei. Nel 1988 viene acquistata dal Credit Suisse un complesso turistico sull'isola di Albarella.
Il 1988 vede anche la costituzione di Bioindustrie Mantovane, mentre nell'anno successivo si registrano le acquisizioni delle aziende Oskar di Osteria Grande, Nuova Omec, Ennepi di Lugo di Romagna, Imat di Fontanafredda, CCT di Gallarate ed Elet.Ca di Capalle, oltre all'ingresso nel capitale di Elletre di Montebello Vicentino e SIM di Sant'Atto.
Sempre del 1989 sono la costituzione di Marcegaglia Deutschland a Düsseldorf in Germania e di Marcegaglia Impianti a Saronno, mentre nei pressi di Londra nasce la United Stainless Steel, poi dal 1997 denominata Marcegaglia UK con sede a Dudley.
Sono del 1991 le acquisizioni delle italiane Resco Tubi di Cusago e OMF di Fiume Veneto, oltre che dell'americana New Bishop Tube di Filadelfia. A quest'ultima segue, l'anno successivo, l'acquisizione della vicina Damascus di Greenville, che sarà ad essa accorpata dando vita alla Damascus-Bishop Tube Company. Nel 1993 viene costituita la trading company Central Bright Steel per la commercializzazione di tubi saldati nel Regno Unito. Viene inoltre acquisito il gruppo belga Cotubel. Nel 1994 viene acquisita la milanese Brollo Profilati con sede a Desio, mentre il 1995 vede l'acquisizione di ETA (Euro Tubi Acciaio) di Milano e la partecipazione in Allu's di Sesto al Reghena.
Il 1996 si apre con l'acquisizione dell'area "ex Breda" Milano e il trasferimento nella stessa della ex-Brollo Profilati, quindi prosegue con la costituzione di Euro Energy Group a Gallarate e la rilevazione di Nuova Forsidera Spa e degli stabilimenti di Corsico e di Albignasego. Dopo la costituzione nel 1997 di Green Power, nel 1998 vengono costituite le americane Oskar USA a Birmingham e Oto Mills USA a Wheaton e viene acquisita una nuova area industriale a Munhall nei pressi di Pittsburgh, sede della nuova Marcegaglia USA che incorpora la Damascus-Bishop Tube Company. Sempre nel 1998 nasce la società di engineering Boiler Expertise e vengono acquisite la produttiva Astra di Budrio e lo stabilimento ex-Siderplating con la denominazione Marcegaglia San Giorgio di Nogaro.
L'anno successivo è caratterizzato dalla costituzione delle sedi estere Marcegaglia Iberica, Marcegaglia Ireland, Marcegaglia do Brasil, Marcegaglia France e Marcegaglia Austria, dall'acquisizione delle società Morteo Nord di Pozzolo Formigaro, quest'ultima grazie all'apporto di Antonio Marcegaglia, e Ponteggi Dalmine di Milano, Graffignana e Potenza e dalla stipula della joint-venture con il Gruppo Arbed a Brema. Nel 2000 si perfezionano le partecipazioni in Comart e NE-CCT, oltre all'acquisizione di Earcanal in Spagna a cui segue, nel 2001, quella del complesso turistico di Pugnochiuso. Sempre nel 2001 viene costituita Oto Mills do Brasil a San Paolo e viene inaugurato a Ravenna il primo grande ampliamento dello stabilimento produttivo Marcegaglia.
Nel 2002 diviene operativo lo stabilimento Marcegaglia di Taranto nell'area ex Belleli (Boiler Expertise) e nel 2003 BVB di San Lorenzo in Campo entra a far parte del gruppo. Nel 2004 con Banca Intesa ed il gruppo IFIL, viene perfezionata l'acquisizione del 49% di Sviluppo Italia Turismo, e viene avviato l'accordo di cogestione decennale degli impianti dell'acciaieria inglese di Teesside. Nel 2005 si avviano i lavori di ampliamento dello stabilimento di Garuva in Brasile, e viene inaugurato quello polacco di Praszka. A questo segue l'acquisizione, nel 2006, dell'area per la vicina nuova sede produttiva di Kluczbork.
Il 2007 è caratterizzato dagli interventi di potenziamento degli stabilimenti italiani di Ravenna e Boltiere, dalla costituzione di Marcegaglia Gulf a Doha in Qatar, dall'acquisizione in Sardegna del complesso alberghiero di Forte Village a Santa Margherita di Pula e del villaggio turistico "Le Tonnare" a Stintino, dall'attività di espansione nel settore energetico con Arendi e dall'ingresso di Marcegaglia nel capitale di Gabetti Property Solutions.
Sono del 2008 infine la costituzione del nuovo stabilimento di Yangzhou in Cina e della sede Marcegaglia Romania a Cluj, l'avvio dei lavori per il nuovo stabilimento di Vladimir, in Russia e l'acquisizione della struttura turistica Castel Monastero di Castelnuovo Berardenga e del complesso immobiliare "Ex Arsenale" a La Maddalena.
Al 2009 detiene lo 0,88% di Alitalia.
Nel 2018 il gruppo siderurgico usciva dalla Confindustria.
Nel 2019 Marcegaglia rileva dal gruppo EVRAZ la Palini & Bertoli di Udine (UD).
Nel gennaio 2023 il gruppo Marcegaglia ha acquisito un’acciaieria a forno elettrico per acciai inossidabili a Sheffield, nel Regno Unito. L’operazione ha incluso anche un impianto di laminazione di vergelle e un impianto di produzione di barre, sempre a Sheffield; un impianto per la produzione di barre a Richburg (Stati Uniti) e un impianto di laminazione a caldo di vergelle e uno di produzione di fili trafilati a Fagersta (Svezia).
Nel 2024 Marcegaglia completa la propria capacità produttiva di acciaio con lo stabilimento di Fos-sur-Mer, in Francia, in grado di soddisfare circa il 30% del fabbisogno di acciaio del Gruppo.

### Gli investimenti e la tecnologia
Il Gruppo Marcegaglia ha profuso risorse nella ricerca applicata, attraverso la controllata Oto Mills, società di engineering creata proprio per questo specifico scopo, e Marcegaglia Impianti, divisione di engineering specializzata nella costruzione di impianti metalsiderurgici "chiavi in mano" (di cui non fornisce solo i macchinari necessari alla produzione, ma anche tutta l'esperienza tecnologica già "collaudata" negli stabilimenti del gruppo), esporta oggi il proprio know-how anche nei paesi dell'Est, del lontano Oriente e in quelli in via di sviluppo.
L'ammodernamento tecnologico è stato raggiunto nelle aziende produttive del Gruppo Marcegaglia ad esempio con un sistema di decapaggio per l'acciaio inox e con il progetto quinquennale "Ravenna 2000", che ha portato lo stabilimento romagnolo a diventare il secondo polo siderurgico italiano con più di 4 milioni di tonnellate di semilavorati ogni anno, grazie ai suoi nuovi impianti di zincatura a caldo, di verniciatura, di laminazione a freddo, di decapaggio e al suo ampio e moderno centro di servizio.
Con il completamento del polo metalsiderurgico di Ravenna, inaugurato nel dicembre del 2001, e di altri progetti minori già operativi, il Gruppo Marcegaglia trasforma oggi circa 6,5 milioni di tonnellate d'acciaio l'anno di prodotti finiti.

## Attività

### Il gruppo Marcegaglia oggi
Il gruppo opera in tutto il mondo con 7.800 dipendenti, 60 unità commerciali e 36 stabilimenti sparsi su una superficie complessiva di 6 milioni di metri quadrati, dove produce ogni giorno 5.500 chilometri di manufatti in acciaio inossidabile e al carbonio per oltre 15.000 clienti.
Nel 2023 il fatturato delle proprie attività nel settore dell'acciaio e diversificate è stato di oltre 7,5 miliardi di euro.

### Le attività metalsiderurgiche
Il gruppo Marcegaglia è leader in Europa e fra i primi nel mondo nella trasformazione dell'acciaio, che produce anche in proprio. Nei suoi 36 insediamenti produttivi in Italia e all'estero (Europa, Usa, America del Sud, Asia, Africa), tutti dotati di impianti tecnologicamente all'avanguardia, lavora ogni anno circa 6,5 milioni di tonnellate d'acciaio e produce bramme, billette, blumi, vergelle, fili trafilati, coils, nastri, lamiere, prodotti preverniciati, tubi saldati, lamiere da treno, barre, manici, condensatori ed evaporatori per elettrodomestici, serpentine per refrigerazione, ponteggi, pannelli coibentati, barriere stradali, di ogni dimensione e spessore, che vengono impiegati nella fabbricazione delle automobili, degli elettrodomestici, degli scambiatori di calore, dei mobili e delle scaffalature; nelle costruzioni edili e delle grandi infrastrutture; nelle opere di carpenteria; nell'industria cartaria, alimentare, eccetera.

### Le attività diversificate
Il Gruppo Marcegaglia è presente con diverse società controllate anche in un'altra estesa gamma di settori industriali e non, come l'engineering, con la progettazione e la costruzione di impianti e di stabilimenti metallurgici; di carpenteria metallica e di sistemi elettronici di controllo; l'energetico, con la progettazione e la costruzione di centrali per la produzione di energia elettrica attraverso lo sfruttamento di biomasse e del fotovoltaico; in data 26 gennaio 2010 è stato stipulato un accordo con Enel Green Power che prevede la realizzazione di un impianto fotovoltaico da oltre 4 MW sulle coperture di fabbricati industriali del gruppo; l'ecologico, con l'erogazione di servizi per la sicurezza e l'ambiente a imprese e privati; dei prodotti metallici, con la fabbricazione di scope, spazzole e palette per la pulizia domestica; con la produzione di serpentine e condensatori per l'industria elettrodomestica; l'agricolo e lo zootecnico, con la gestione di tenute agricole e l'allevamento di animali; il turistico e l'immobiliare, con la gestione di complessi turistici, alberghieri e immobiliari (Pugnochiuso, Albarella e Castel Monastero).

### Le divisioni produttive e commerciali
Le attività metalsiderurgiche e diversificate del Gruppo Marcegaglia si articolano in sette divisioni produttive e commerciali con oltre 210 rappresentanze in Italia e all'estero: Marcegaglia Steel, Marcegaglia Building, Marcegaglia Home Products, Marcegaglia Engineering, Marcegaglia Energy, Marcegaglia Tourism e Marcegaglia Services.

## La famiglia Marcegaglia
Il gruppo Marcegaglia si è sviluppato e rimane tuttora un'azienda familiare, sia nell'azionariato che nella composizione del Consiglio di Amministrazione, dove siedono Antonio ed Emma figli di Steno Marcegaglia, il fondatore del gruppo.

## Procedimenti giudiziari
Nel 2008 la Marcegaglia Spa ha patteggiato una sanzione di 500 000 euro più 250 000 euro di confisca per una tangente di 1 milione 158 000 euro pagata nel 2003 a Lorenzo Marzocchi di EniPower per un appalto di caldaie da 127 milioni di euro. Antonio Marcegaglia ha patteggiato una condanna a 11 mesi di reclusione. La SpA controllata N.e./C.c.t. spa ha invece patteggiato 500 000 euro di pena, e ben 5 milioni 250 000 euro di confisca.
Attualmente, su segnalazione delle autorità svizzere, sono in corso indagini per accertare l'utilizzo e la legalità di diversi conti cifrati all'estero.
Il 15 ottobre 2012 Marcegaglia, assieme ai principali produttori italiani di guard rail, è stata sanzionata dall'Antitrust per avere costituito un cartello attraverso il consorzio Comast.